# Ivica Barbarić
Ivica Barbarić (ur. 23 lutego 1962 w Metkoviciu) – chorwacki piłkarz występujący na pozycji pomocnika. Reprezentant Jugosławii. Trener piłkarski.

## Kariera klubowa
Barbarić karierę rozpoczynał w sezonie 1982/1983 w pierwszoligowym zespole Velež Mostar. W sezonie 1985/1986 wywalczył z nim Puchar Jugosławii, a w sezonie 1986/1987 wicemistrzostwo Jugosławii. Graczem Veležu był przez siedem sezonów. W 1989 roku przeszedł do hiszpańskiego Realu Burgos. W sezonie 1989/1990 awansował z nim z Segunda División do Primera División. W lidze tej zadebiutował 2 września 1990 w wygranym 1:0 meczu z Cádiz CF, w którym strzelił też gola. Graczem Realu był do końca sezonu 1991/1992.
Następnie Barbarić występował w zespołach Segunda División, takich jak Racing Santander, CD Badajoz oraz UD Almería. W 1996 roku zakończył karierę.

## Kariera reprezentacyjna
W reprezentacji Jugosławii wystąpił jeden raz, 24 sierpnia 1988 w wygranym 2:0 towarzyskim meczu ze Szwajcarią. W tym samym roku został powołany do kadry na Letnie Igrzyska Olimpijskie, zakończone przez Jugosławię na fazie grupowej.

## Kariera trenerska
W swojej karierze trenerskiej Barbarić prowadził zespoły Zrinjski Mostar, Široki Brijeg, Ehime FC oraz Consadole Sapporo. Wraz z Širokim Brijegiem zdobył mistrzostwo Bośni i Hercegowiny (2006) oraz Puchar Bośni i Hercegowiny (2007).